# Bernhard Windscheid
Pour les articles homonymes, voir Windscheid.
Bernhard Windscheid (Düsseldorf, 26 juillet 1817 - Leipzig, 26 octobre 1892) était un juriste prussien.

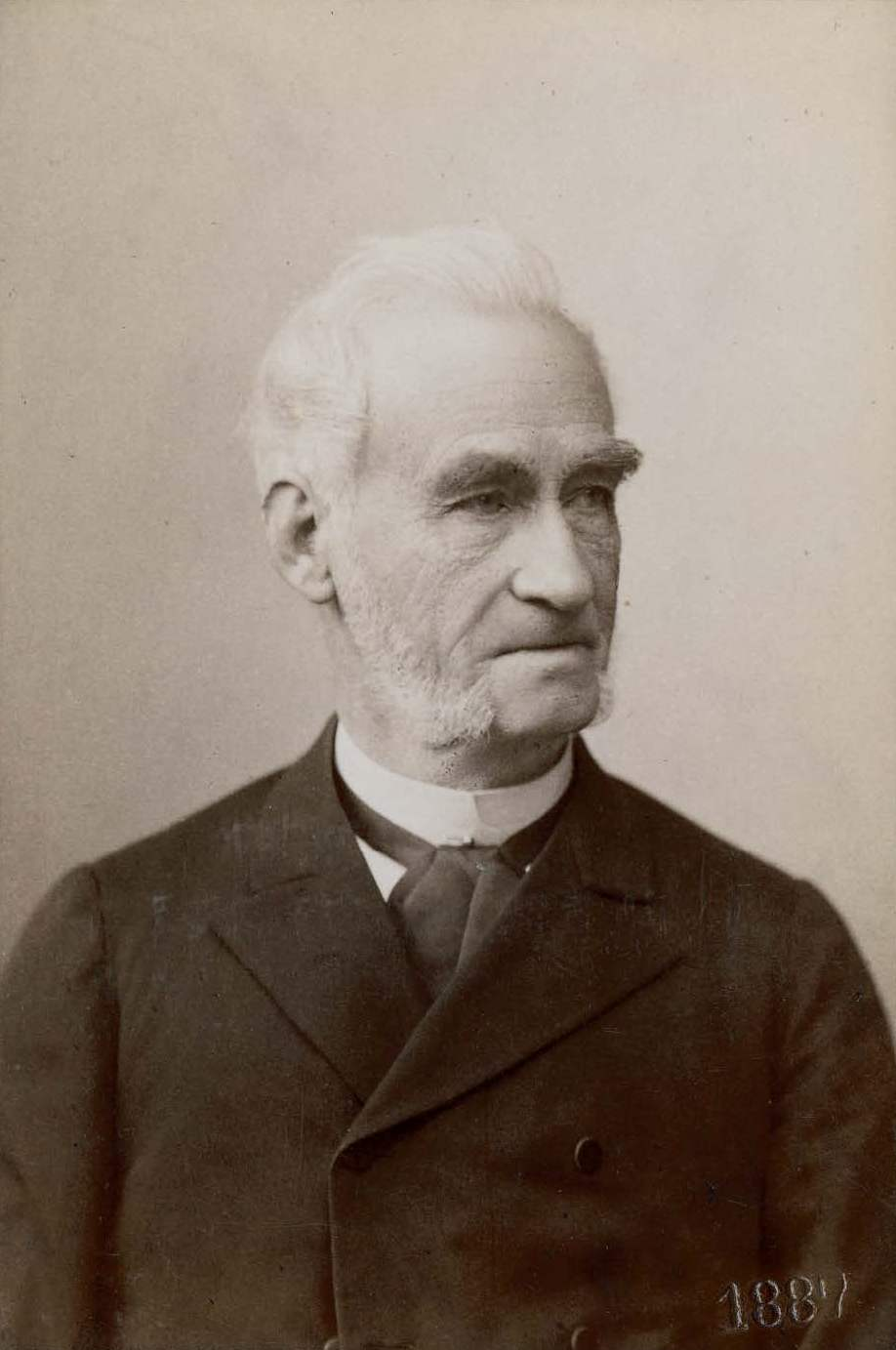
Bernhard Windscheid

## Biographie

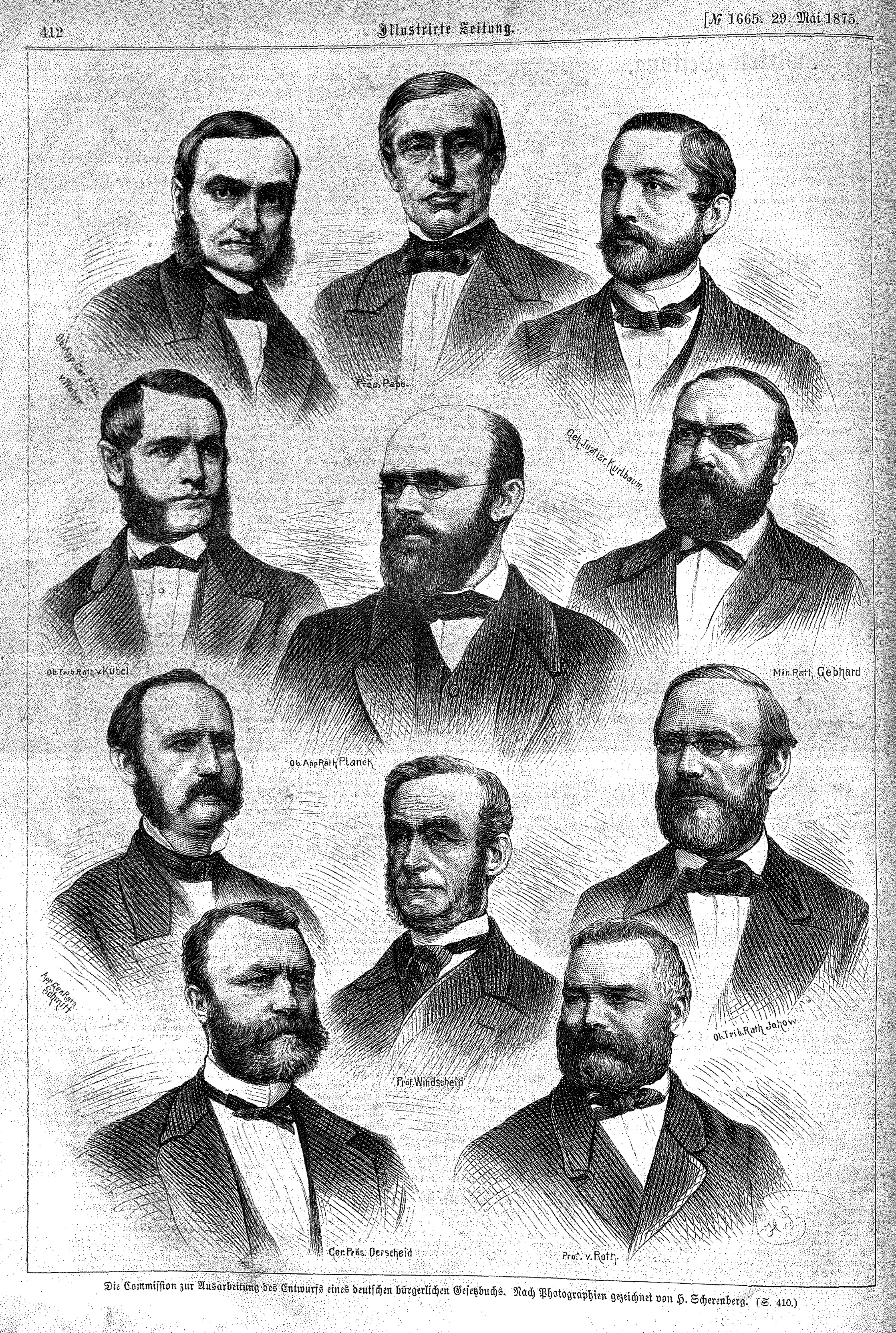
La Commission pour le Bürgerliches Gesetzbuch en 1875

Après des études de droit aux universités de Berlin et de Bonn, il obtient son doctorat le 22 décembre 1838. La qualification pour la profession d'avocat a suivi deux ans plus tard à Bonn. À partir de 1847, il enseigne à l'université de Bâle, à partir de 1857 à Munich et à partir de 1871 à Heidelberg. À partir de 1874, il s'installe à l'université de Leipzig, où il travaille jusqu'à sa mort en 1892.
Prince du pandectisme jusqu'à sa mort en 1892, il a largement contribué à la formation du Bürgerliches Gesetzbuch (BGB), le code civil allemand de 1900.
Sa réputation d'éminent juriste est principalement due au Lehrbuch des Pandektenrechts, un manuel juridique qui constitue son magnum opus et, en même temps, le manifeste de l'école pandectisme allemand. Le manuel a été extraordinairement populaire en Allemagne et ce succès a valu à Windscheid d'être appelé à devenir membre de la première commission pour le Bürgerliches Gesetzbuch (codification civile allemande) de 1880 à 1883. Le projet de codification a été largement influencé par les pandectistes, notamment dans la partie générale.

### Famille
Bernhard Windscheid a épousé l'artiste Auguste Eleanore Charlotte "Lotte" Pochhammer (1830-1918) le 4 novembre 1858. Quatre enfants sont nés de ce mariage. L'aînée, Käthe Windscheid (1859-1943), s'est fait connaître en tant que militante des droits des femmes et pionnière de l'éducation des femmes. Franz Windscheid (de) (1862-1910) était également un pionnier dans son domaine : il était neurologue. Les deux plus jeunes enfants, Charlotte et Margarete, étaient des jumelles.

## Ouvrages
- (de) Zur Lehre des Code Napoleon von der Ungültigkeit der Rechtsgeschäfte, Düsseldorf, 1847.
- (de) Die Lehre des römischen Rechts von der Voraussetzung, Düsseldorf 1850.
- (de) Die Actio des römischen Civilrechts vom Standpunkte des heutigen Rechts, Düsseldorf, 1856.
- (de) Zwei Fragen aus der Lehre von der Verpflichtung wegen ungerechtfertigter Bereicherung, 1878.
- (de) Lehrbuch des Pandektenrechts II, Berlin, 1882.
- (de) Gesammelte Reden und Abhandlungen, Leipzig, 1904.

## Source
- (it) Cet article est partiellement ou en totalité issu de l’article de Wikipédia en italien intitulé « Bernhard Windscheid » (voir la liste des auteurs).